# Camillo Laurenti
Camillo Laurenti, italijanski rimskokatoliški duhovnik, škof in kardinal, * 20. november 1861, Monteporzio Catone, † 6. september 1938.

## Življenjepis
7. junija 1884 je prejel duhovniško posvečenje.
12. avgusta 1911 je postal tajnik Kongregacije za propagando vere.
21. junija 1921 je bil povzdignjen v kardinala in imenovan za kardinal-diakona S. Maria della Scala.
5. julija 1922 je postal prefekt Kongregacije za zadeve verujočih in 12. marca 1929 prefekt Kongregacije za obrede.
16. decembra 1935 je postal kardinal-duhovnik S. Maria della Scala.